# إستر مورغان
إستر مورغان (بالإنجليزية: Esther Morgan)‏ هي كاتِبة وشاعرة بريطانية، ولدت في 1970 في Kidderminster ‏ في المملكة المتحدة.

## وصلات خارجية
- إستر مورغان على موقع ميوزك برينز (الإنجليزية)